# سوسیس خمیرابه
سوسیس خمیرابه نوعی سوسیس است که در سراسر بریتانیا، ایرلند، استرالیا و نیوزلند یافت می‌شود.

## سوسیس خمیرابه بریتانیایی و ایرلندی
سوسیس خمیرابه یک آیتم منوی استاندارد در فروشگاه‌های ماهی و چیپس در سراسر بریتانیا و ایرلند است که اغلب به عنوان یکی از اصلی‌ترین مواد اصلی منوی فروشگاه ماهی و چیپس توصیف می‌شود. آنها از یک سوسیس گوشت خوک آغشته به خمیرابه (معمولاً همان خمیرابه ای که برای پختن ماهی استفاده می‌شود) ساخته شده‌اند و معمولاً با چیپس سرو می‌شود. یک وعده سوسیس و چیپس خمیرابه معمولاً به عنوان «شام سوسیس خمیرابه» شناخته می‌شود.

## استرالیا و نیوزلند
در استرالیا، ممکن است به عنوان «خمیرابه ساو» شناخته شود (saveloy نوعی سوسیس است). این همچنین ممکن است باعث ایجاد عبارت محلی «مکیدن منصفانه ساو» شده باشد. در نیوزلند، آنها را می‌توان با یا بدون چوب درج شده (شبیه به کورن داگ) پیدا کرد. اگر همراه با چوب سرو شود، به آن هات داگ گفته می‌شود و معمولاً در مقدار زیادی سس گوجه فرنگی آغشته می‌شود و بلافاصله مصرف می‌شود. در استرالیا، این گونه ممکن است به عنوان توله پلوتون یا سگ داگوود نیز شناخته شود.